# Hirokazu Ota
Hirokazu Ota (太田 裕和 Ōta Hirokazu?,  nacido el 10 de abril de 1971 en Kioto) es un exfutbolista japonés. Jugaba de delantero y su último club fue el Albirex Niigata de Japón.

## Trayectoria

### Clubes
| Club                | País  | Año         |
| ------------------- | ----- | ----------- |
| Bellmare Hiratsuka  | Japón | 1994 - 1995 |
| Cosmo Oil Yokkaichi | Japón | 1996        |
| Blaze Kumamoto      | Japón | 1996        |
| Albirex Niigata     | Japón | 1997 - 1998 |

## Palmarés

### Títulos nacionales
| Título             | Club               | País  | Año  |
| ------------------ | ------------------ | ----- | ---- |
| Copa del Emperador | Bellmare Hiratsuka | Japón | 1994 |